# Debora Plager
Débora Fabiana Plager (Martínez, Buenos Aires; 7 de febrero de 1970) es una periodista y conductora argentina que formó parte de los programas Involucrados e Intratables, por América TV. Trabaja en La Nación+.

## Biografía
Débora Plager nació en Martínez, al norte del Gran Buenos Aires, en febrero de 1970, en el seno de una familia judia. Es hija de la escritora argentina Silvia Siderer y del médico Raúl Plager. Desde 2013 está casada con el periodista José Luis Rodríguez Pagano.

### Carrera periodística
Trabajó en Utilísima, Radio Rivadavia, C5N y Radio 10 durante los tiempos de Daniel Hadad. Trabajó como panelista en el programa Intratables en América TV durante ocho años, trabajo al cual renunció para sumarse a la señal La Nación+.

### Opinión sobre la despenalización del aborto
El 17 de abril de 2018 Debora Plager participó en la tercera jornada de debate por la legalización del Aborto en Argentina en el plenario de comisiones del Congreso de la Nación manifestando su posición a favor del aborto manifestando lo siguiente: “Acá hay que buscar consensos, las cosas que nos unen”. “Todos estamos a favor de la vida”. “Me pregunto si no hay un posicionamiento religioso detrás de los que se oponen”. Hay que buscar consensos ¿a qué edad abortar? ¿se puede hacer objeción de conciencia?

## Televisión
| Año           | Título                        | Rol                     | Notas                     | Canal             |
| ------------- | ----------------------------- | ----------------------- | ------------------------- | ----------------- |
| 1997-1998     | Decorando Tortas              | Conductora              |                           | Utilísima         |
| 1999-2002     | Pintura Decorativa            | Conductora              |                           | Utilísima         |
| 2007-2014     | Segunda mañana                | Conductora              |                           | C5N               |
| 2007-2014     | Sensación térmica             | Conductora              |                           | C5N               |
| 2014          | Los unos y los otros          | Panelista               |                           | America TV        |
| 2014-2021     | Intratables                   | Panelista               |                           | America TV        |
| 2016          | Estocolmo                     | Ella misma              | Cameo                     | Netflix           |
| 2018-2020     | Involucrados                  | Coconductora            |                           | America TV        |
| 2020-2021     | Informados de todo            | Coconductora            |                           | America TV        |
| 2020-2021     | Living In America             | Coconductora            |                           | America TV        |
| 2021          | Es por ahí                    | Coconductora            |                           | America TV        |
| 2021          | Showmatch: La Academia        | Participante            | 8.va eliminada            | Canal 13          |
| 2023          | Infiltrados en el Espectáculo | Conductora Coconductora | Programa semanal nocturno | Telefe La Nación+ |
| 2024-presente | Más info a la tarde           | Conductora Coconductora | Noticiero central         | Telefe La Nación+ |